# Jaroslav Kvapil (författare)

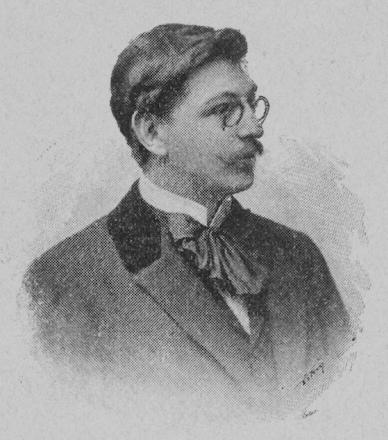
Jaroslav Kvapil.

Jaroslav Kvapil, född 25 september 1868 i Chudenice, död 10 januari 1950 i Prag, var en tjeckisk författare. Han var gift med Hana Kvapilová.
Kvapil debuterade 1889 med diktsamlingen Padající hvězdy (Fallande stjärnor), åtföljd av Ružový ker (Rosenbusken, 1890), Tichá láska (Stilla kärlek, 1891), Liber aureus (1894) och Oddanost (Hängivenhet, 1896). Ett urval av hans dikter utkom 1907. 
Kvapil var anställd som regissör vid tjeckiska nationalteatern i Prag och skrev även flera dramer i sagostil, varibland Princezna Pampeliška (1897), den lyriska trilogin Memento (samma år) samt Bludička (Irrbloss, 1896) och ett par operalibretter.